# Arnaldo Carli
Arnaldo Carli (Milano, 30 luglio 1901 – Corsico, 14 settembre 1972) è stato un ciclista su strada e pistard italiano.
Professionista tra il 1924 e il 1931, fu medaglia d'oro olimpica nel 1920 nell'inseguimento a squadre con Ruggero Ferrario, Primo Magnani e Franco Giorgetti.

## Carriera
In carriera corse alcune Sei Giorni a corollario della medaglia olimpica. Terminò quarto alla Sei giorni di Parigi nel 1924 e quattordicesimo nel 1928, nono nel 1927 e 1929 alla Sei giorni di Milano.

## Palmarès

### Pista
- 1920

Giochi olimpici, Inseguimento a squadre (con Primo Magnani, Ruggero Ferrario e Franco Giorgetti)

## Piazzamenti

### Competizioni mondiali
- Giochi olimpici

Anversa 1920 - Inseguimento a squadre: vincitore